# Antoni Bryła
Antoni Bryła, ps. Tom (ur. 8 sierpnia 1908 w Kątach, zm. 1968) – polski prawnik, działacz ruchu ludowego, komendant obwodu Biłgoraj Okręgu Lublin Batalionów Chłopskich, podpułkownik.

## Życiorys
Urodził się jako syn Franciszka i Anastazji. Przed wybuchem II wojny światowej uzyskał wyższe wykształcenie prawnicze.
W 1940 włączył się w działalność podziemną i był współorganizatorem struktur podziemnego ruchu ludowego w powiecie biłgorajskim. Należał do SL „Roch”, Straży Chłopskiej i Batalionów Chłopskich (jako kapral podchorąży). Równocześnie był pełnomocnikiem BCh przy komendancie Obwodu Biłgoraj AK, komendanta powiatowego Państwowego Korpusu Bezpieczeństwa oraz zastępcy Delegata Rządu na powiat biłgorajski. Należał do tzw. piątki politycznej SL „Roch” w podokręgu Zamość. Został awansowany przez Komendę Główną BCh do stopnia podpułkownika. Był także członkiem Związku Walki Zbrojnej.
Po zajęciu Lubelszczyzny przez Armię Czerwoną ujawnił się wraz z pozostałymi członkami Delegatury Rządu i został aresztowany przez NKWD. W dniu 11 sierpnia 1944 drogą powietrzną ze Świdnika przewieziony do Kijowa, a później do łagrów w Diagilewie i Borowiczach. Do Polski powrócił w październiku 1947. Pracował w różnych firmach w Lublinie. Ostatnia jego praca miała miejsce w wydziale architektury tamtejszego Urzędu Wojewódzkiego.
W 1968 zmarł na zawał. Pochowany został na cmentarzu we Frampolu.